# 비히콘
비히콘(Vehicon)은 트랜스포머의 파벌 중 하나이다. 트랜스포머: 비스트 머신에 등장한다. 다중우주 설정으로 다른 세계관에서도 존재하며 다른 개념으로 분류된다.